# Comité national des écrivains
Pour les articles homonymes, voir CNE.
Le Comité national des écrivains (CNE) est un organe de la résistance littéraire, émanation du Front national des écrivains, créé en 1941 sur l'instance du Parti communiste français.

## Du « Front » au « Comité»
Dès la fin 1940 pendant la Seconde Guerre mondiale, un premier mouvement de résistance intellectuelle est organisé autour d'universitaires communistes, le philosophe Georges Politzer, le germaniste Jacques Decour et le physicien Jacques Solomon : ils fondent ensemble, et indépendamment des directives du Parti communiste français, le groupe Université libre. À la demande du PCF qui, après le flottement lié au Pacte germano-soviétique, reprend les thématiques nationalistes antifascistes des années 1935-1939, Jacques Decour et Georges Politzer fondent un Front national des écrivains (FNE) en zone occupée.
Après le relatif échec de l'organe de presse du FNE, la revue La Pensée libre, trop proche du communisme pour certains intellectuels soucieux de préserver leur autonomie politique, Decour fonde, avec Jean Paulhan, Les Lettres françaises. Dans le premier numéro conçu en 1941, mais que la mort de Decour fusillé en mai 1942, reporte à septembre, ce dernier lance « L'Appel aux écrivains », qui se veut l'unification de « toutes les tendances et toutes les confessions : gaullistes, communistes, démocrates, catholiques, protestants ».
Bien que le Front national des écrivains reste d'obédience communiste, cette ouverture permet l'inclusion d'écrivains divers : François Mauriac, Jacques Debû-Bridel, Jean Guéhenno, Jean Blanzat, Pierre de Lescure, fondateur avec Vercors des Éditions de Minuit, Jean Paulhan, pilier de la NRF-Gallimard, Charles Vildrac… et en appelle d'autres.
En 1943, Jean-Paul Sartre, Paul Éluard, André Frénaud les rejoignent, suivis à la Libération par Paul Valéry, Georges Duhamel, Jean Schlumberger, les frères Jérôme et Jean Tharaud. Parallèlement à cet élargissement, au Front national des écrivains se substitue le Comité national des écrivains ; changement d'appellation qui permet de laisser de côté, du moins formellement, les liens avec le PCF.

## De la Résistance à l'épuration

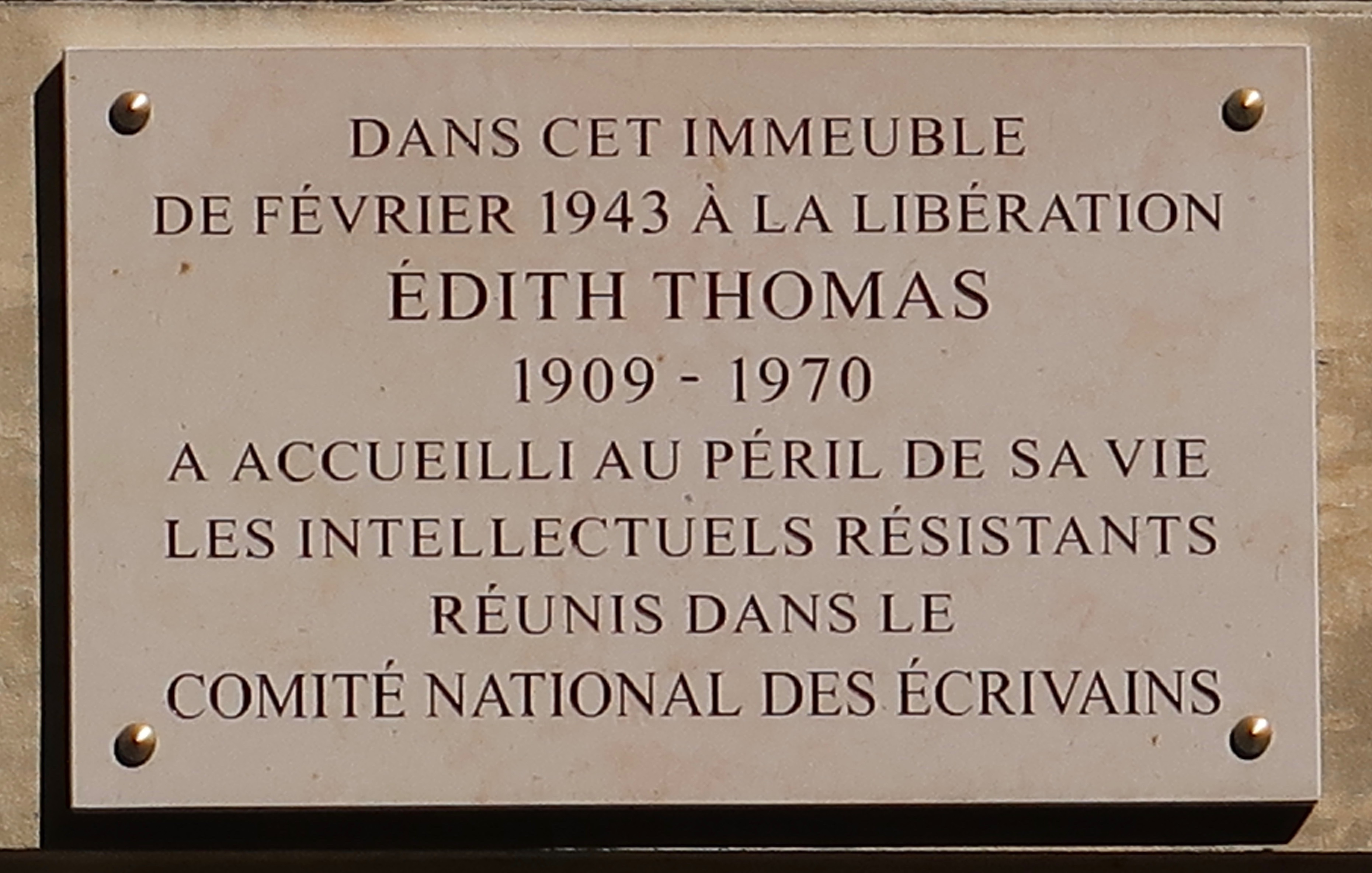
Plaque au no 15 rue Pierre-Nicole (5e arrondissement de Paris), où Édith Thomas accueille des intellectuels résistants du Comité national des écrivains, de février 1943 à la Libération de Paris.

Parallèlement à son activité de publication dans Les Lettres françaises, Louis Aragon œuvre à l'expansion du CNE en zone sud : arrivés sur le tard, Aragon et Elsa Triolet permettent davantage une centralisation et une meilleure organisation qu'une création à proprement parler de comités. Le CNE du sud est à ce titre organisé sous forme d' étoiles à cinq branches, ramifications qui relient les comités d'intellectuels locaux entre eux (d'où, d'ailleurs, le nom de la revue du sud : Les Étoiles). Font partie de ce réseau notamment Jean Cassou, Jean Prévost, Pierre Emmanuel, Pierre Seghers, Claude Aveline, le RP Bruckberger, Claude Roy, etc.
Progressivement, les mouvements des deux zones se rejoignent au sein des Lettres françaises qui apparaissent, à partir du numéro 6, comme le véritable organe du CNE. Reste que, 

« jusqu'à la Libération, sinon de la totalité du territoire, du moins de la capitale intellectuelle, les tâches corporatives et prospectives de la presse clandestine ou du Comité national des écrivains concerneront plutôt la définition des règles éthiques à respecter à l'égard de la presse autorisée et l'épuration à venir des milieux artistiques. »

— Pascal Ory et Jean-François Sirinelli, Les Intellectuels en France de l'affaire Dreyfus à nos jours
Ce processus d'épuration, théorisé avant (et valable à partir de) la Libération, est double. Il consiste en la création d'une « liste noire » destinée à aider le « Comité d'épuration des gens de lettres » institué par le Gouvernement provisoire et auquel participe, entre autres, le CNE mais aussi la Société des gens de lettres. Elle jette le discrédit sur des auteurs « indésirables », voire les frappe d'interdiction de publier, en raison de leur collaboration présumée ou avérée avec l'occupant. Cette liste est publiée dans différents journaux à la mi-septembre 1944, dont Les Lettres françaises et comprend une centaine de noms, parmi lesquels on trouve : Louis-Ferdinand Céline, Alphonse de Châteaubriant, Jacques Chardonne, Pierre Drieu la Rochelle, Jean Giono, Charles Maurras, Henry de Montherlant. Une deuxième liste est publiée, annulant certains noms (comme ceux de René Barjavel, Pierre Béarn ou Paul Fort) et en ajoutant d'autres, début novembre.
Il programme aussi la rénovation des règles de fonctionnement du milieu (transparence de la presse, statut du cinéma, aide des pouvoirs publics à la création artistique…)[réf. nécessaire]. En même temps qu'il se radicalise et devient, avec Les Lettres françaises, une « officine communiste », le CNE perd ses membres les moins orthodoxes (François Mauriac est exclu en 1948 à la suite de sa participation active aux Éditions de la Table ronde ; dès septembre 44, le général de Gaulle lui avait demandé de démissionner de cet organisme) où les plus opposés à l'épuration, tels Jean Paulhan qui part de lui-même en 1947, lui qui opposait déjà aux listes noires un « droit à l'aberration » et qui en viendra à condamner certains excès de l'épuration dans son essai De la paille et du grain (avril 1948) ; Aragon, par la suite, fait supprimer son nom comme cofondateur dans l'en-tête des Lettres françaises.
Georges Duhamel, Jean Schlumberger et Gabriel Marcel démissionnent eux aussi, malgré l'apparente unité du CNE pour s'opposer à la condamnation à mort de l'écrivain collaborationniste Robert Brasillach[réf. nécessaire]. Dans son livre Le Gala des vaches, l'écrivain d'extrême droite Albert Paraz n'appelle le CNE jamais autrement que « ces haineux »[réf. nécessaire].

## Postérité
Le départ de Jean Paulhan affaiblit la légitimité morale du CNE. Il est cependant jusqu'aux années 1953-1956 un large pôle de rassemblement d'écrivains, déjà célèbres ou non, qui sont loin d'être tous « encartés » au PCF et il dépasse le cercle des « compagnons de route ». 
Ainsi en mai 1948 une pétition du CNE contre les « exécutions d'otages en Grèce », permet de rendre compte de cette diversité : Vercors continue d'y officier : il préfère résister de l'intérieur, plutôt que d'abandonner le CNÉ. Outre lui et Louis Aragon, le comité directeur comprend aussi Louis Martin-Chauffier, Charles Vildrac, Stanislas Fumet, Jean Cassou, Paul Éluard, Marie Lahy-Hollebecque, René Laporte, Henry Malherbe, Claude Morgan, Léon Moussinac, André Spire, Elsa Triolet. Parmi les autres membres notables figurent Gabriel Audisio, Claude Aveline, George Besson, Robert Ganzo, Guillevic, Philippe Hériat, Jules Isaac, Clara Malraux, Jean Marcenac, Louis Parrot, Francis Ponge, Vladimir Pozner, Raymond Queneau, Tristan Rémy, Claude Roy, Armand Salacrou, Lucien Scheler, Léopold Sédar Senghor, Jean Tardieu, Tristan Tzara, Roger Vailland, etc.
À cette même époque, le CNE s'efforce d'élargir sa composition par l'intermédiaire d'un groupe de jeunes poètes où se rencontrent entre autres, Maurice Rajsfus, Madeleine Riffaud, Pierre-Jean Oswald, Gérard de Crancé, Jean-Louis Brau et Gil Joseph Wolman qu'on retrouvera pour certains dans le mouvement lettriste qui vient d'être créé par Isidore Isou et Gabriel Pomerand. 
Cependant que les révélations du rapport Khrouchtchev devant le XXe congrès du PCUS (et le soutien notamment de Louis Aragon aux répressions de Budapest dans un article à L'Humanité qui provoque le départ de Vercors) ébranlent les fondations du CNE, le refus du PCF d'opérer « l'examen de conscience » et la déstalinisation emportent une majeure partie des écrivains qui y restaient affiliés comme simples compagnons de route, notamment à la suite de la pétition lancée par Louis de Villefosse. Tandis qu'Aragon prend sa tête en 1953 (en même temps qu'il devient membre du Comité Central du PCF), le CNE n'est alors plus, à l'image des Lettres françaises, qu'un organe de contrôle du PCF. Progressivement, Louis Aragon finit cependant par prendre ses distances, ouvrant Les Lettres françaises aux dissidents.